# Zoološki vrt obitelji Milec
Zoološki vrt obitelji Milec jedan je od hrvatskih privatnih zooloških vrtova i azila za divlje životinje. Nalazi se u selu Rušćici (7 km od Slavonskog Broda) u općini Klakaru, u Brodsko-posavskoj županiji. Osnovan je devedesetih godina 20. stoljeća. U njemu se nalazi 280 jedinki koje pripadaju 78 različitih životinjskih vrsta. Osim domaćih životinja, vrt posjeduje tigrove, medvjede, vukove, orlove, majmune, krokodile itd. Prema rješenju Ministarstva kulture RH djeluje kao regionalno središte za prihvat i zbrinjavanje ozlijeđenih i zakonom zaštićenih životinja.

## Vanjske poveznice
- Službena stranica  Arhivirana inačica izvorne stranice od 15. veljače 2013. (Wayback Machine)